# Edouard Burnier
Edouard Burnier (* 15. August 1906 in Peseux; † 26. Mai 1990 in Lutry) war ein Schweizer evangelischer Theologe und Hochschullehrer.

## Leben

### Familie
Edouard Burnier war der Sohn von Charles-Emile Burnier, von 1924 bis 1927 Professor für Griechisch an der Universität Lausanne, und dessen Ehefrau Elisabeth (geb. David).
Er war seit 1932 mit Madeleine (geb. Spühler) verheiratet.

### Werdegang
Edouard Burnier immatrikulierte sich zu einem Studium der Geisteswissenschaften an der Universität Lausanne sowie der Theologie an der Freien Fakultät Lausanne; sein Theologiestudium setzte er an der Universität Paris, der Universität Bonn sowie der Universität Marburg fort und beendete es 1942 mit seiner Dissertation Révélation chrétienne et jugement de valeur religieux essai critique d'épistémologie théologique mit seinem Doktorat; er war auch Sekretär der christlichen Studentenvereinigungen.
Nach dem Studium wurde er Professor für Griechisch und Philosophie an der Höheren Töchterschule Lausanne und wurde von 1945 bis 1975 als Professor der Apologetik und modernen Theologie an die beiden waadtländischen Fakultäten für Theologie, der Freien und der Nationalen Fakultät, in Lausanne berufen. Von 1952 bis 1954 war er Dekan der Theologischen Fakultät der Universität Lausanne.

### Berufliches und Theologisches Wirken
Obwohl Edouard Burnier sich ab 1934 kritisch mit dem Werk Karl Barths auseinandersetzte, so 1943 in seiner Schrift Bible et théologie, verkehrte er mit den barthschen Theologen um den französischen Theologie-Professor Pierre Maury (1890–1956), Jaques Courvoisier und Willem Adolf Visser ’t Hooft in Genf.
Seine theologischen Tagebücher La maison du potier von 1944, Dans des vases de terre von 1945 und Une barque prêtée von 1998 sind ein wichtiges Zeugnis der Theologie seiner Zeit.

## Schriften (Auswahl)
- La notion de témoignage dans le Nouveau Testament: notes de théologie biblique. Lausanne: F. Roth & Cie, 1939.
- Henri Delacroix, les grands mystiques chrétiens. Lausanne: Impr. La Concorde, 1939.
- La Théologie systématique protestante en Suisse Romande. Lausanne Roth 1940.
- Nous avions cru. Lausanne: Impr. La Concorde, 1940.
- Poesie et connaissance. Lausanne: Impr. Centrale, 1941.
- Notes de lexicographie du nouveau testament. Lausanne: Impr. La Concorde, 1941.
- Révélation chrétienne et jugement de valeur religieux: essai critique d'épistémologie théologique. Lausanne Roth 1942.
- Catalogue des thèses en dactylographie présentées dans les facultés de théologie protestantes de la Suisse romande. Lausanne: F. Roth, 1942.
- Les notions de bible et d'église, et leur fonction dans la pensée théologique. Lausanne: Impr. La Concorde, 1942.
- Notes sur le biblicisme. Genf 1942.
- Bible et théologie. Lausanne: F. Roth, 1943.
- La prière et la vie intellectuelle. Lausanne: La Concorde, 1945.
- Dans des vases de terre. Lausanne: Ed. de l'Eglise nationale vaudoise, 1945.
- Bibliographie de la théologie protestante en Suisse Romande. Lausanne: Roth, 1946.
- Théodore Bovet; Edouard Burnier; Georges Candardjis: Installation de MM. les professeurs ordinaires. Lausanne: Librairie Payot, Librairie de l'Université, 1964.
- Edouard Burnier; Alfred Regamey; Gilbert Vincent: Une barque prêtée: extraits de son journal, 1976–1990. Lausanne, Saint-Maurice: Ed. Saint-Augustin, 1998.